# ناصر میرفخرایی
ناصر میرفخرایی بازیکن سابق تیم ملی والیبال مردان ایران از سال ۱۳۴۶ تا ۱۳۵۴ است. او در تیم‌های تاج، پرسپولیس و پاس سابقه عضویت دارد. میرفخرایی لیسانس مهندسی راه ساختمان است و مدرک خود را از دانشگاه ایالتی کالیفرنیا گرفته است. میرفخرایی مدتی هم مدیر فنی باشگاه پیکان بود.
میرفخرائی که متولد ۱۳۲۸ است در سال ۱۳۴۴ در حالی که ۱۶ سال سن داشت به عنوان پاسور به باشگاه پاس پیوست و در همان سالهای حضور او، تیم پاس توانست در جام هویدا مقام اول را در میان باشگاه‌ها به دست آورد. میرفخرائی در سال ۱۳۴۸ به عضویت تیم تاج درآمد و پس از خروج از تاج در سال ۱۳۵۳به پرسپولیس پیوست. پرسپولیس با حضور میرفخرائی توانست عنوان نائب قهرمانی جام اول پاسارگارد را از  آن خود کند.
میرفخرائی در سن ۲۷ سالگی در آذر ماه ۱۳۵۵ در بازی دوستانه باشگاه پرسپولیس و تیم ملی مصر از والیبال باشگاهی و ملی خداحافظ کرد و برای ادامه تحصیل به آمریکا رفت. او تنها بازیکن ملی والیبال است که برای خداحافظی‌اش چنین بازی ترتیب داده شد.
میرفخرائی در سال ۱۳۵۹ به ایران بازگشت. او طی سالهای ۱۳۷۴ تا ۱۳۷۶ مدیر فنی تیم پیکان بود. 

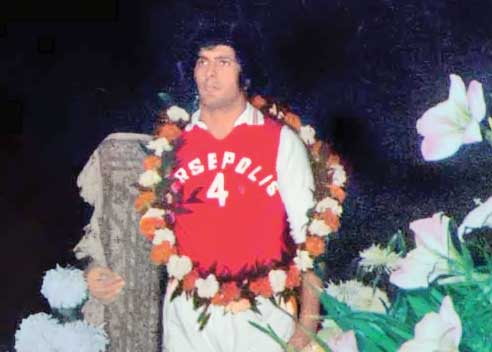

پاسور سابق تیم ملی طی سالهای ۱۳۶۸تا ۱۳۸۵به عنوان مشاور محمدرضا یزدانی خرم فعالیت داشت و طی سال‌های ۱۳۸۶ تا ۱۳۹۰ عضو هیات رییسه هیات والیبال استان تهران بود. او در سال ۱۳۸۷ به اتفاق داود ملايي رییس هیات والیبال استان تهران و مهندس تقی زاده مدیرکل تربیت بدنی استان تهران خانه والیبال تهران را  تکمیل و افتتاح کرد.
میرفخرائی از سال ۱۳۸۵ تا سال ۱۳۹۰ عضو هیات رییسه فدراسیون والیبال به ریاست محمدرضا داورزنی بود. او همچنین طی سال‌های ۱۳۹۸ تا ۱۴ اسفند ۱۴۰۲عضو و سخنگوی هیات رییسه و همچنین سخنگو و رییس کمیته فنی والیبال بود.